# Gustav Flaxland
Gustav Flaxland (* 4. April 1841 in Korb; † 18. November 1895 in Ulm) war ein württembergischer Oberamtmann.

## Leben und Werk
Gustav Flaxland war der Sohn eines Pfarrers. Er studierte Regiminalwissenschaften in Tübingen. Nach Ablegen der Höheren Verwaltungsdienstprüfungen 1866 und 1867 begann er seine berufliche Laufbahn als Assistent bei der Stadtdirektion Stuttgart. 1868 bis 1869 war er Aktuariatsverweser beim Oberamt Ravensburg und 1869 bis 1870 Oberamtsaktuar beim Oberamt Riedlingen. 1870 bis 1874 war er Polizeiamtmann bei der Stadt Heilbronn, 1874 bis 1876 Amtmann beim Oberamt Weinsberg und 1876 bis 1879 Sekretär und Kassier bei der Zentralstelle für Gewerbe und Handel. 1879 trat er seine erste Stelle als Oberamtmann und Amtsvorstand beim Oberamt Calw an. 1987 wurde er als Amtsvorstand zum Oberamt Göppingen versetzt und erhielt den Titel Regierungsrat. Seine berufliche Laufbahn endete von 1893 bis 1895 als Regierungsrat bei der Regierung des Donaukreises in Ulm, wo er im Dienst verstarb.

## Ehrungen
1890 erhielt Gustav Flaxland das Ritterkreuz Erster Klasse des Friedrichs-Ordens. 